# Nemesia bonali
Espèce
Nemesia bonali est une espèce d'araignées mygalomorphes de la famille des Nemesiidae.

## Distribution
Cette espèce est endémique d'Algarve au Portugal,. Elle se rencontre vers Portimão.

## Description
La femelle holotype mesure 15,87 mm, les femelles mesurent de 15,53 à 18 mm.

## Systématique et taxinomie
Cette espèce a été décrite par Pertegal et Rodríguez-Castilla en 2024.

## Étymologie
Cette espèce est nommée en l'honneur de Raúl Bonal Andrés.

## Publication originale
- Pertegal & Rodríguez-Castilla, 2024 : « The role of the burrow structure in the characterisation of trap door spiders Nemesia Audouin, 1826 (Araneae, Mygalomorphae). » Graellsia, vol. 80, no e755, p. 1-22 (texte intégral).